# Szkoła Shangqing
Szkoła Shangqing (chiń. 上清派; pinyin Shǎngqīng pài; dosł. „Szkoła Najwyższej Czystości”) – mistyczna szkoła taoistyczna, założona według tradycji w III wieku przez Wei Huacun (魏华存). Nazywa również Maoshan (茅山), od stanowiącej jej główny ośrodek duchowy góry pod Nankinem.
Nawiązując do nauk Ge Honga szkoła Shangqing skupiała się na licznych praktykach alchemicznych, fizjologicznych i dietetycznych, mających zapewnić nieśmiertelność. Nieśmiertelność ta nie była rozumiana w kategoriach przedłużenia ziemskiej egzystencji, lecz pośmiertnego zjednoczenia duszy z leżącą u podstaw kosmosu Najwyższą Jednością (Taiji), osiąganego poprzez długotrwałą medytację prowadzącą do duchowego oczyszczenia. Za życia należało się skupić na zachowaniu harmonii między pierwiastkiem duchowym i cielesnym w sobie samym. Do głównych teoretyków należą Yang Xi (楊羲, 330-386) oraz Tao Hongjing (陶弘景, 456-536) – redaktor kanonicznych tekstów szkoły.